# Papaver holophyllum
Papaver holophyllum är en vallmoväxtart som beskrevs av Gunnar Samuelsson och Karl Heinz Rechinger. Papaver holophyllum ingår i släktet vallmor, och familjen vallmoväxter. Inga underarter finns listade i Catalogue of Life.